# Тахо (река)
Та́хо (исп. Tajo), на территории Португалии — Те́жу (порт. Tejo, лат. Tagus) — река на Пиренейском полуострове, впадающая в Атлантический океан у Лиссабона. Самая длинная река на полуострове и вторая по площади водосборного бассейна после Эбро.

## Этимология
Этимология топонима неясна; одни источники называют его доиндоевропейским, другие наиболее вероятной основой называют индоевропейский корень (s)tag (капать, ср. лат. stagnum — бассейн). Силий Италик возводил название реки к имени иберского царя, убитого Гасдрубалом.

## Гидрография
Длиннейшая река Пиренейского полуострова. Общая длина, согласно Британской энциклопедии, 1009 км, согласно Большой каталанской энциклопедии, — 1092 км, из которых 857 км на территории Испании.
Берёт начало в Иберийских горах на востоке Испании, примерно в 150 км от её средиземноморского побережья, согласно Британской энциклопедии, в комарке Сьерра-де-Альбаррасин, согласно Большой российской энциклопедии, — в Серрания-де-Куэнка. На территории Испании протекает в общей сложности по землям четырёх автономных обществ (Арагон, Кастилия-Ла-Манча, Мадрид и Эстремадура) и шести провинций (Теруэль, Гвадалахара, Куэнка, Мадрид, Толедо и Касерес). От истока течёт на северо-запад по узкой и глубокой извилистой долине в известняковых отложениях, пока не спускается с гор на плато Месета между Центральной Кордильерой на севере и Толедскими горами на юге. В среднем течении русло реки проходит по широкой долине между этими двумя горными массивами, пока она не достигает провинции Касерес, где долина снова сужается. В этой части течения русло проходит по глубоким каньонам в кварцитах и глинистых сланцах.
Первый значительный город на пути Тахо — Саседон. Ниже Аранхуэса в неё впадают Харама и Альгодор, вместе с ними Тахо принимает стоки рек Энарес и Тахунья. Ниже Толедо в неё впадает Гвадаррама. Затем на Тахо формируется серия водохранилищ, верхнее из которых, вытянутый резервуар Вальдеканьяс, начинается у города Вальдевердеха. Ниже располагаются водохранилище Торрехон, в которое впадает река Тьетар, и водохранилище Алькантара, в нижней части которого в Тахо впадает Алагон. Это один из крупнейших искусственных водоёмов Европы, достигающий 92 км в длину. Часть воды Тахо отводится из водохранилищ по каналам и акведукам в реку Сегура.
Ниже водохранилища Алькантара Тахо достигает границы с Португалией, и следующие 43 км её течения образуют эту границу. На территорию Португалии река втекает в Бейру и течёт через плодородные земли вокруг Абрантиша, пересекая Португальскую низменность. Протекает через Вила-Велья-ди-Родан, Абрантиш, Конштансию, Энтронкаменту, Сантарен и Вила-Франка-ди-Шира, ниже которого начинается узкий и длинный эстуарий (бухта Атлантического океана Мар-да-Палья), в устье которого лежит Лиссабон. Длина эстуария — около 45 км, ширина до 14 км и площадь 340 км². Мост Васко да Гама длиной 17,2 км, пересекающий эстуарий Тахо, на момент своего открытия в 1998 году был самым длинным мостом Европы.
Площадь водосборного бассейна Тахо, 31 505 квадратных миль (81 600 км2), согласно Британской энциклопедии, уступает на Пиренейском полуострове только водосборному бассейну Эбро. Питание в основном дождевое (снеговое и дождевое в горах) Основные притоки — Гальо, Харама, Гвадаррама, Альберче, Тьетар, Алагон, Понсул, Зезери (правые) и Гуадьела, Альгодор, Ибор, Альмонте, Салор, Север и Соррая (левые). Все крупнейшие притоки впадают в Тахо справа. Многоводный период с декабря по апрель, межень в летне-осенний период. Наибольший сток в феврале, наименьший — в сентябре. Годовой объём стока 11 км³, среднемноголетний расход воды в устье 348 м³/с. По объёму стока Тахо занимает третье место среди рек Пиренейского полуострова.

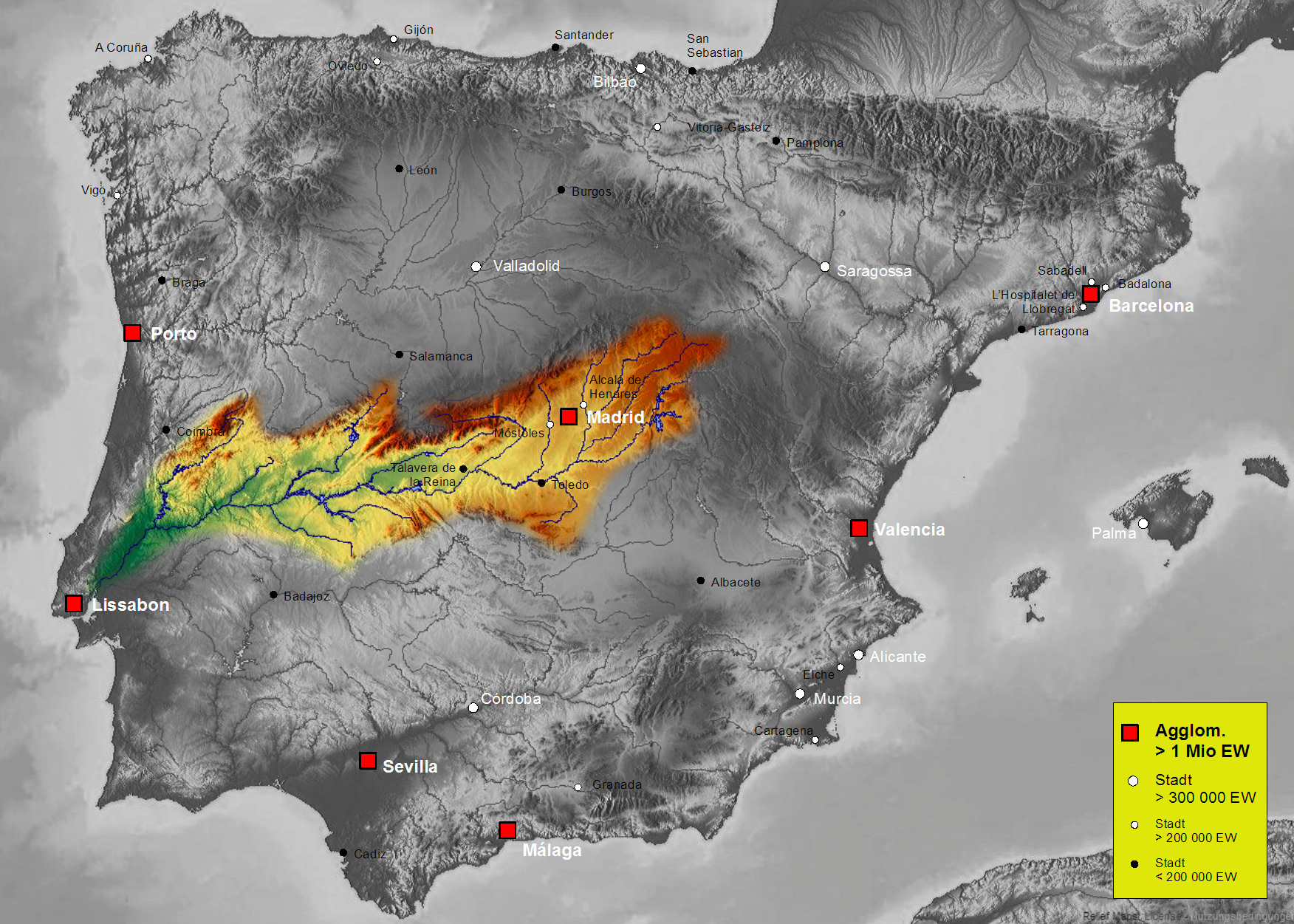
Бассейн реки
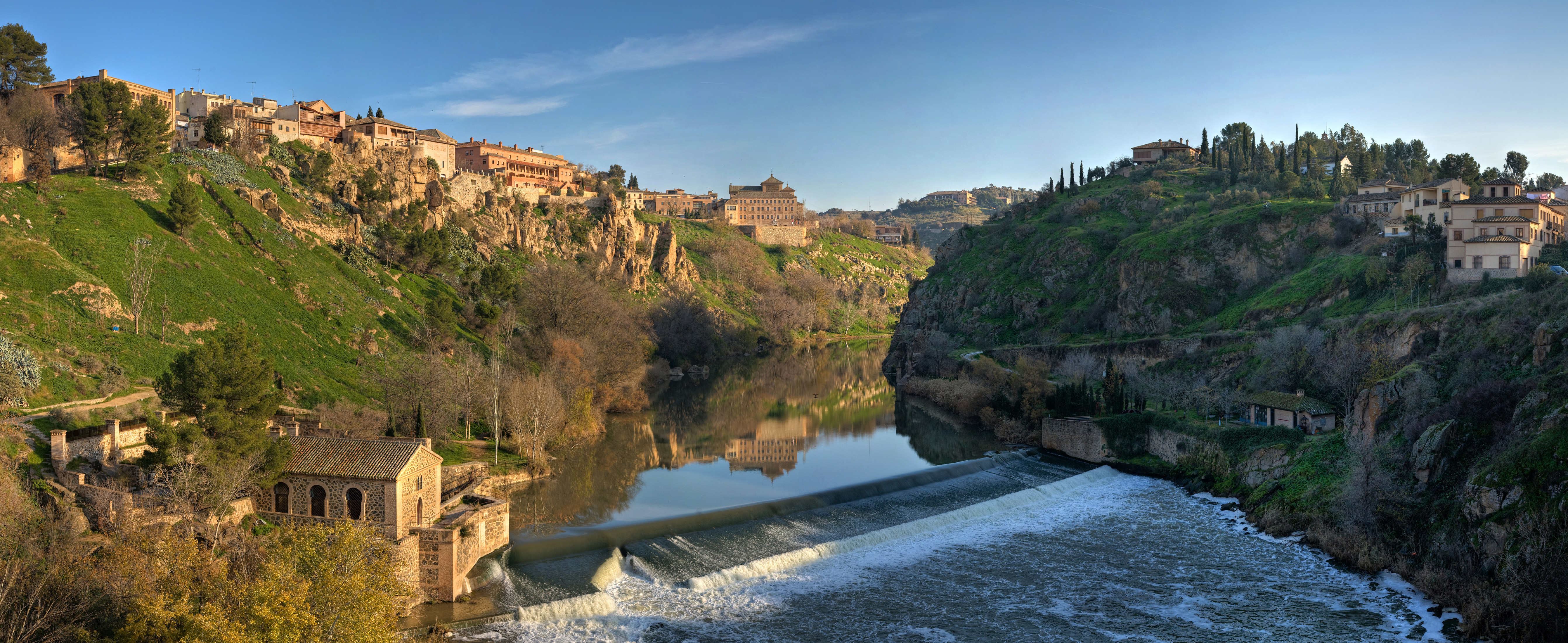
Река Тахо в Толедо
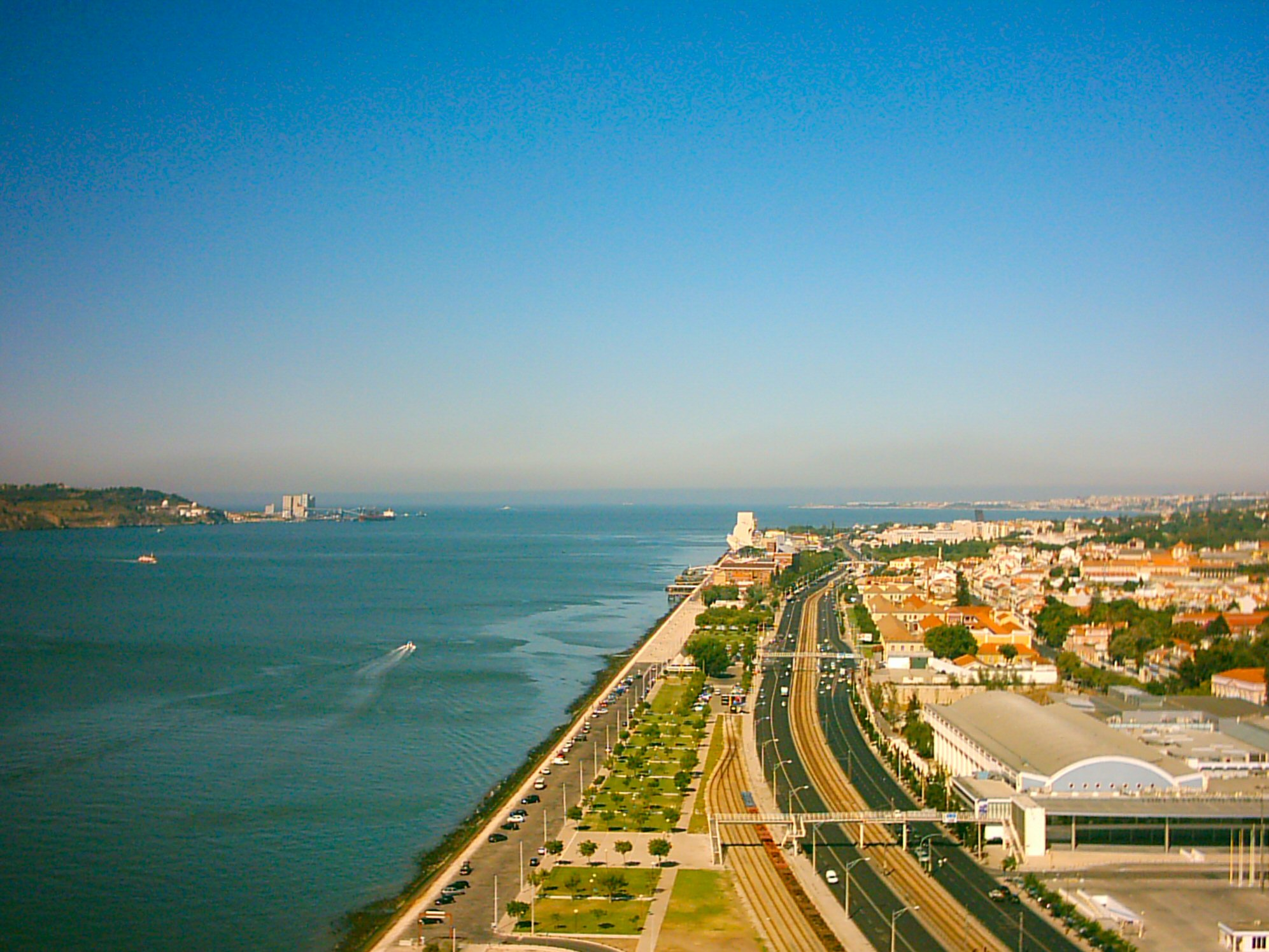
Устье реки в Лиссабоне

## Окружение и хозяйственное значение
Тахо в основном протекает по семиаридным районам Пиренейского полуострова, и правительства предпринимают усилия по использованию её вод в целях орошения. Около трети орошаемой территории бассейна используется для выращивания зерновых культур, распространены оливковые плантации и виноградники. В Эстремадуре на западе Испании сохранился естественный ландшафт с редкой растительностью (дубы и пробковые деревья). Нижнее течение Тахо проходит по зоне разлома и становилось местом крупных землетрясений в 1309, 1531 и 1755 годах.
Животный мир в русле Тахо разнообразен и включает как европейские, так и североафриканские виды. В горах Сьерра-де-Гредос распространены пиренейские козлы, являющиеся объектом охоты, в горах Куэнки и Гвадалахары — лани и серны В реке и её притоках овятся балканский усач (Barbus meridionalis), форель, в водохранилищах Энтрепеньяс и Буэндия — сазан, щука, чёрный окунь. В испанской части бассейна расположены национальные парки Альто-Тахо и Монфрагуэ, в португальской — заповедник Эштуариу-ду-Тежу.
Река имеет также большое значение для гидроэнергетики. Строительство ГЭС на Тахо и её притоках ведётся с 1960-х годов, и к 1980 году на них суммарно производилось 1,2 млн кВт электроэнергии. Тахо судоходна на большей части течения в Португалии, до Абрантиша, для морских судов — до Сантарена. Так называемое «Кастильское море» (водохранилища Энтрепеньяс и Буэндия) имеет туристическое значение.

## Историческое значение
Исторически Тахо играла важную роль в развитии государств Пиренейского полуострова. На реке расположены столица Португалии Лиссабон и Толедо, служивший столицей Кастилии, а затем объединённой испанской монархии до 1563 года. Тахо дала название двум регионам в Португалии — Алентежу (буквально «за Тахо») и Рибатежу («над Тахо» или «у Тахо»).
Тахо фигурирует в произведениях Катулла, Овидия («Любовные элегии» 1.15.34), Ювенала («Сатиры» 3.55). Этой реке посвятили стихи английский поэт Ричард Крэшо и португалец Фернандо Пессоа, ей же посвящено популярное лиссабонское фаду.